# Чудинов, Анатолий Прокопьевич
Анато́лий Проко́пьевич Чуди́нов (род. 9 февраля 1950) — советский и российский лингвист, доктор филологических наук, профессор, заслуженный деятель науки Российской Федерации (2000), проректор по научной и инновационной деятельности Уральского государственного педагогического университета (2005—2016).

## Биография
Получил образование (1969—1974) в Пермском государственном университете и в аспирантуре (1976—1979) МГПИ им. В. И. Ленина. Ученик академика Д. Н. Шмелёва. В 1979 году защитил кандидатскую диссертацию по теме «Лексика существования в современном русском языке».
С 1982 года работает в Уральском государственном педагогическом институте, с 1985 года — доцент. В 1990 году защитил докторскую диссертацию «Регулярное семантическое варьирование в русской глагольной лексике».
В 1991 году получил звание профессора и стал заведующим кафедрой русского языка и методики его преподавания. Позднее руководил кафедрой риторики и культуры речи (в настоящее время — кафедра риторики и межкультурной коммуникации). Член редколлегии журнала «Филологические науки».
Председатель диссертационного совета по специальностям «10.02.01 — русский язык» и «10.02.20 — сравнительно-историческое, типологическое и сопоставительное языкознание». Под его непосредственным руководством защищено более 80 кандидатских и докторских диссертаций.

## Научная и педагогическая деятельность
Область научных интересов — политическая лингвистика, язык рекламы, когнитивная лингвистика, межкультурная коммуникация, риторика и культура речи, лингводидактика. Главный редактор журнала «Политическая лингвистика». Автор 18 книг и около 400 иных публикаций. Его учебники «Политическая лингвистика» (переведён на китайский язык) и «Основы теории коммуникации» используются в вузах различных регионов России, в Польше, Венгрии, Словакии, Китае, Болгарии, Украине, Литве, Белоруссии, Казахстане.
Отмечен грантами: в 1994—1995 — Информационного агентства США; в 2001 году — Министерства образования Российской Федерации; в 2003, 2005, 2007—2012 годах — Российского гуманитарного научного фонда, в 2011 году — фонда «Русский мир» и др. Читал лекции как приглашённый профессор в Северо-Восточном Иллинойсском Университете (США), Гуаньдунском университете (Китай), Цзилиньском институте иностранных языков (Китай), Будапештском государственном университете (Венгрия), Лодзинском университете (Польша) и др. Доклады на международных конференциях в Москве, Санкт-Петербурге, Чикаго (США), Гуанчжоу и Чанчуне (Китай), Лодзи (Польша), Будапеште (Венгрия), Велико Тырново (Болгария), Киеве и Одессе (Украина), Даугавпилсе (Латвия), Самарканде (Узбекистан) и др.